# Régis Fichtner
Régis Velasco Fichtner Pereira (Porto Alegre, 2 de fevereiro de 1964) é um advogado e político brasileiro.
Formado em direito pela PUC-Rio, da qual tornou-se professor, é procurador do Estado do Rio de Janeiro desde 1990. Foi advogado de campanha eleitoral de Sérgio Cabral Filho e ocupou o cargo de procurador-geral da Assembleia Legislativa do Estado do Rio de Janeiro de agosto de 1998 a agosto de 1999, quando este a presidiu. Foi presidente da Associação dos Procuradores do Novo Estado do Rio de Janeiro em 2002, ano em que foi eleito como primeiro suplente de Cabral ao Senado.

## Biografia
Em 2006, quando Sérgio Cabral elege-se governador do Estado do Rio de Janeiro, herda o mandato de senador, assumindo em janeiro de 2007. Permaneceu brevemente no Senado pois logo foi convidado por Cabral para ocupar a chefia da Casa Civil no governo fluminense. Licenciou-se do mandato no Senado, assumindo o segundo suplente Paulo Duque.
Após deixar a Casa Civil, reassume o mandato de senador, em 14 de julho de 2010. Ao fim do mandato, retorna à Casa Civil na segunda administração, na qual permanece até o governador deixar o cargo, em abril de 2014.  Naquele mês, também deixa a presidência do Conselho de Administração da Companhia Estadual de Águas e Esgotos (Cedae). Régis Fichtner é sócio do escritório Andrade & Fichtner Advogados.

## Formação e experiência acadêmica
Depois de formar-se pela PUC-Rio em 1986, Régis Fichtner tornou-se mestre em direito pela Universidade de São Paulo. Em seguida, obteve o mesmo título pela Universidade de Freiburg, da Alemanha. O título de doutor foi obtido, em 2000, pela Universidade do Estado do Rio de Janeiro (Uerj). Em 2014, apresentou projeto de pesquisa de pós-doutorado no Instituto Max Planck de Direito Internacional Privado, de Hamburgo, também na Alemanha.
Como professor, iniciou na Uerj em 1990, contratado até o ano seguinte. Em 1998, foi aprovado em concurso como professor adjunto de direito civil. Em 2001, passou a lecionar nos cursos de mestrado e doutorado da universidade. Também é professor licenciado da PUC-Rio, desde 1992, e foi professor de mestrado em direito da Universidade Estácio de Sá, de 2001 a 2006. Foi conferencista da Escola da Magistratura do Estado do Rio (Emerj) e dos cursos de pós-graduação da Fundação Getúlio Vargas (FGV).

## Produção acadêmica
- Atualizador do Volume III (Contratos) da obra Instituições de Direito Civil, de Caio Mário da Silva Pereira, 11ª edição (Forense, 2003).
- A responsabilidade civil pré-contratual - teoria geral e responsabilidade pela ruptura das negociações contratuais (Renovar, 2001).
- A fraude à lei (Renovar, 1994).

## Medalhas e homenagens
- Colar do Mérito Judiciário, do Tribunal de Justiça do Estado do Rio, em 1999.
- Medalha do Mérito da Justiça Eleitoral, do Tribunal Regional Eleitoral (TRE-RJ), em 2000.[8]

## Operação Lava Jato
- Foi preso durante a Operação C’est fini, acusado de receber 1,6 milhão de reais de propinas ligadas aos esquemas de corrupção do ex Governador do Rio Sérgio Cabral. Solto em decorrência de habeas corpus, foi preso novamente em 15.02.19 sob a acusação de ocultação de bens e novamente solto em 02.04.19, através de habeas corpus concedido pela 2ª turma do STF.